# Социальное дно
Социа́льное дно́, низы́ о́бщества (англ. Underworld), опа́сный кла́сс (англ. Dangerous class) — нижний слой низшего класса (андеркласс), состоящий из люмпенизированных людей, оказавшихся за пределами условий и норм жизни, принятых в современном обществе; является питательной средой для преступного мира.

## Социальный состав
Нищие, просящие подаяние: бомжи, лишившиеся жилья, беспризорные дети, потерявшие родителей либо убежавшие из дома, алкоголики, наркоманы и проститутки (в том числе детская проституция), ведущие антисоциальный образ жизни.
Ч. Л. Брайс называет этот социальный слой опасным классом и относит к нему бродяг, беспризорных, проституток, а также людей криминального мира.
Доктор социологических наук, профессор кафедры теоретической и практической регионалистики ИППК ЮФУ А. В. Дятлов, отсылая к исследованиям Адама Пшеворского, отмечает, что «социальное дно состоит из низкоквалифицированных рабочих». А также указывает, что из «социальных аутсайдеров 25 % бывших высококвалифицированных рабочих, 10-15 % представителей интеллигенции, попадающих под влияние „социальной эксклюзии“».
Доктор социологических наук, профессор кафедры социологии и социальных технологий управления Уральского федерального университета им. Первого Президента России Б. Н. Ельцина Е. Н. Заборова считает, что если мировое сообщество не сможет решить вопрос с нарождающимися проблемами трудоустройства, «то в будущем социальная структура поляризуется в отношении 20 : 80». Она отмечает, что при таком раскладе «20 % населения будут „иметь всё“, а остальные 80 %, лишённые полноценной работы, опустятся на социальное дно». Итогом такого размежевания, по мнению Заборовой, станет смерть среднего класса в богатых странах, а также возникновение всемирного социального конфликта из-за накопившихся противоречий между различными социальными группами.

### В России
Российский социолог академик РАН Т. И. Заславская в рамках своей гипотезы о социальной структуре наряду с другими слоями российского общества — верхний, средний, базовый и низший — выделяет «десоциализированное социальное дно». В таком случае отличительной особенностью социального дна является его отчуждённость от «социальных институтов большого общества, компенсируемой включённостью в специфические криминальные и полукриминальные институты. Отсюда следует замкнутость социальных связей преимущественно в рамках самого слоя, десоциализация, утрата навыков легитимной общественной жизни». К представителям социального дна в России относятся: преступники и полупреступные элементы (воры, бандиты, торговцы наркотиками, содержатели притонов, мелкие и крупные жулики, наёмные убийцы), а также опустившиеся люди — алкоголики, наркоманы, проститутки, бродяги, бомжи и т. д.
Российский философ И. М. Ильинский отмечает, что «к 2007 г. на социальное „дно“ в России опустилось 14 миллионов человек: 4 миллиона бомжей, 3 миллиона нищих, 4 миллиона беспризорных детей, 3 миллиона уличных и привокзальных проституток».
Российский экономист В. Л. Иноземцев считает, что представителями низшего класса, включая андеркласс, являются 13-15 % от всего населения, находящиеся за гранью бедности. Также в выделенную группу Иноземцев помещает 15 % населения, доходы которого не превышают половины среднего дохода современного работника по найму. Таким образом, категория людей, относящаяся к андерклассу, не выпадает из структуры общества и его жизни. Иноземцев полагает, что объединение данного класса несёт в себе разрушительную силу, что может привести к нарастанию социальной опасности.
Российский историк и социолог Н. Д. Вавилина относит к социальному дну в России следующие социальные группы:
- бездомные
- бывшие заключённые
- бомжи
- нищие
- алкоголики
- наркоманы
- беспризорные дети
- проститутки
- беженцы

### В США
Американский социолог Уильям Ллойд Уорнер на основе разделения общества по различию уровня образования, места жительства, дохода и происхождения выделил 6 классов: верхний-верхний, нижний-верхний, верхний-средний, нижний-средний, верхний-нижний, нижний-нижний (или социальное дно).

## В культуре
- На дне — пьеса Максима Горького